# Coeloplanidae
Coeloplanidae is een familie van ribkwallen uit de klasse van de Tentaculata.

## Geslachten
- Coeloplana Kowalevsky, 1880
- Vallicula Rankin, 1956